# Nikita Jurjewitsch Iwanow
Nikita Jurjewitsch Iwanow (russisch Никита Юрьевич Иванов; * 14. April 1986) ist ein ehemaliger russischer Boxer. Er wurde 2011 Vize-Europameister und 2013 Europameister im Halbschwergewicht.
Der aus Odinzowo in der Oblast Moskau stammende Nikita Iwanow begann im Jahre 1996 im Alter von 10 Jahren mit dem Boxen. Er gehörte einem Boxclub in Moskau an und wird bzw. wurde von E.A. Iwanko, A.I. Garakjana und S.J. Smirnow trainiert. Er ist Armeeangehöriger, 1,85 Meter groß und boxte im Halbschwergewicht, der Gewichtsklasse bis 81 kg Körpergewicht.

## Karriere
Nikita Iwanow schied bei den russischen Meisterschaften 2007 im ersten Kampf gegen Jegor Mechonzew und bei den russischen Meisterschaften 2008 im Viertelfinale gegen Alexander Moskowski aus. 2009 wurde er dann schließlich russischer Meister mit einem Finalsieg gegen Eduard Jakuschew und erkämpfte 2010 den zweiten Platz nach einer Finalniederlage gegen Jegor Mechonzew. Bei den Meisterschaften 2011 schlug er im Halbfinale Jewgeni Tischtschenko und unterlag im Finale erneut gegen Mechonzew.
Mechonzew wurde daraufhin zu den Weltmeisterschaften 2011 in Baku und Iwanow zu den Europameisterschaften 2011 in Ankara entsandt. Iwanow kämpfte sich unter anderem gegen Nikolajs Grišuņins sowie Hrvoje Sep ins Finale vor und verlor dort gegen Joe Ward, wodurch er Vize-Europameister wurde. Bei den russischen Meisterschaften 2012 wurde er erneut Vizemeister, nachdem er im Finale gegen Dmitri Biwol unterlegen war.
2013 nahm er an den Europameisterschaften in Minsk teil und erzielte dabei den größten Erfolg seiner Karriere, als er unter anderem Boško Drašković und Peter Müllenberg besiegen konnte und damit Europameister wurde. Er startete dann auch noch bei den Weltmeisterschaften 2013 in Almaty, schied dort jedoch im Viertelfinale gegen Joe Ward aus, nachdem er zuvor Avni Yıldırım und Simone Fiori besiegt hatte.

### World Series of Boxing
In der World Series of Boxing kämpfte Iwanow für das Russian Boxing Team und erzielte unter anderem einen Sieg gegen Julio César La Cruz.

### APB-Boxing
Im semiprofessionellen Turniermodus des Amateurweltverbandes AIBA konnte Iwanow 2014/15 Joe Ward, Ehsan Rouzbahani und Abdelhafid Benchabla besiegen, verlor jedoch gegen Kennedy St-Pierre und Mathieu Bauderlique.

### Auswahl internationaler Turniersiege
- 2014: Konstantin Korotkov Tournament in Russland
- 2013: Belarussian Open Cup in Weißrussland, Finalsieg gegen Sjarhej Nowikau
- 2013: Zlatko Hrbic Tournament in Kroatien
- 2012: Bocskai Cup in Ungarn
- 2011: Bocskai Cup in Ungarn, u. a. Siege gegen Obed Mbwakongo und Julio César La Cruz
- 2011: World Cup of Petroleum Countries in Russland, u. a. Sieg gegen Michail Dauhaljawez
- 2010: Konstantin Korotkov Tournament in Russland
- 2010: Beogradski Pobednik Tournament in Serbien
- 2009: World Cup of Petroleum Countries in Russland

## Konflikte mit dem Gesetz
Im Jahr 2020 wurde Iwanow verhaftet, nachdem er auf dem Rückweg von einer Boxveranstaltung einen anderen Boxer aus seinem eigenen Team schwer verletzt hatte. 2021 wurde er für Verstöße gegen den Lockdown und die Schutzmaßnahmen zur COVID-19-Pandemie verurteilt. Im November 2023 wurde er erneut inhaftiert, nachdem er in einem körperlichen Konflikt unter anderem drei andere Personen mit einer Schusswaffe verletzt hatte.